# Boeremag
Boeremag (în română Puterea Burilor) este o grupare paramilitară a cărei membri au fost condamnați la închisoare în Africa de Sud pentru acte de terorism. Cunoscuți pentru aspirațiile separatiste, membrii grupului au fost acuzați că au planificat să răstoarne guvernul condus Congresul Național African și să restabilească o nouă republică sub dominația burilor urmând modelul aplicat de către aceștia în secolul XIX imediat după marea migrație.

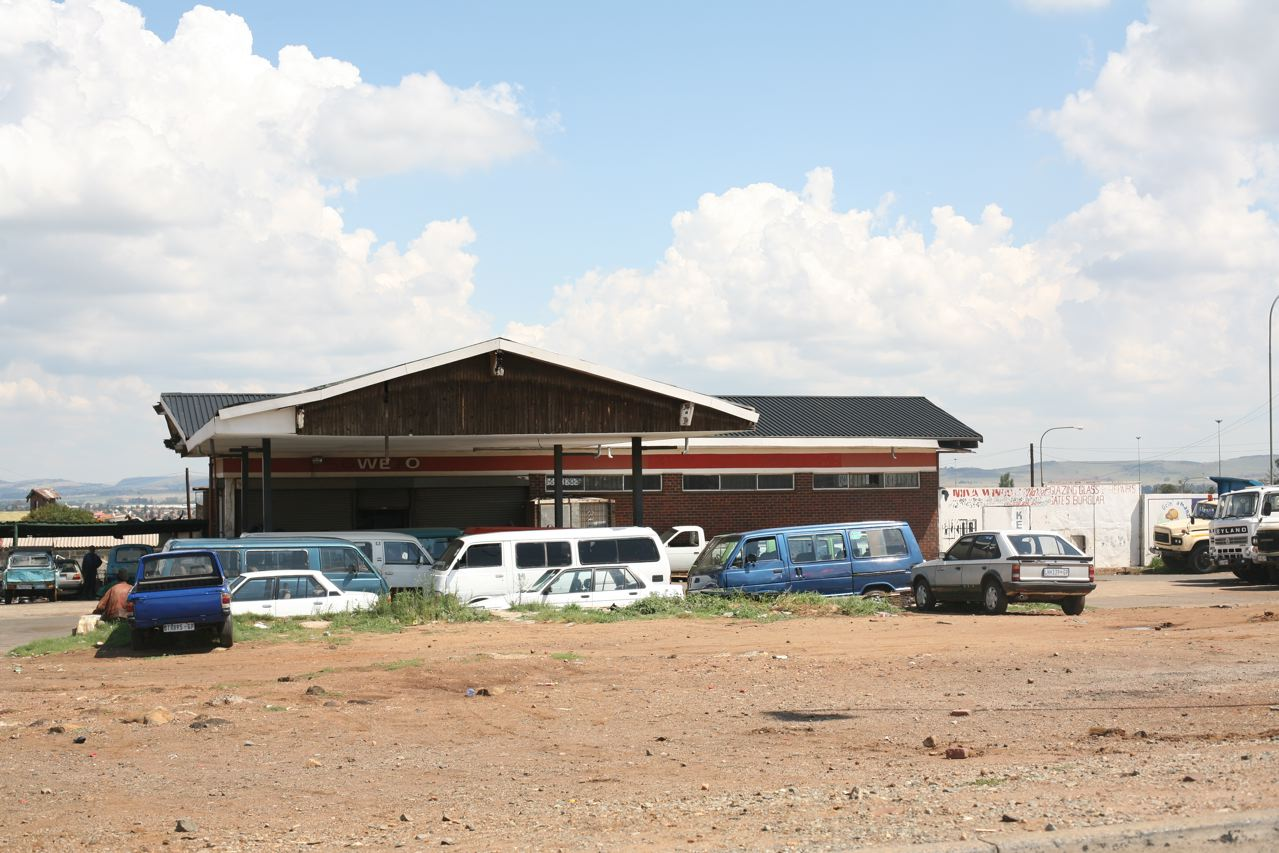
O stație de alimentare din Soweto, Africa de Sud, una dintre presupusele ținte ale grupării.

Ofițerii de poliție sud-africani susțin că organizația este responsabilă pentru atacurile cu bombă din Soweto (2002)⁠(d) în urma cărora au fost arestați 26 de bărbați, suspectați a fi membri al Boeremag, în noiembrie și decembrie 2002. În urma arestărilor, aproximativ 1.000 kg. de explozibili au fost descoperiți în posesia acestora.
Primul proces al suspecților a început în Pretoria în mai 2003 sub strictă securitate. Douăzeci și doi de bărbați au fost acuzați de trădare, crimă și deținere ilegală de arme. Șase au susținut că sunt nevinovați, doi nu au depus pledoarii, unul a refuzat să depună una, iar treisprezece au pus sub semnul întrebări legitimitatea instanței, caracterizând constituția postapartheid și guvernul Africii de Sud drept nelegitime.
La sfârșitul lunii octombrie 2013, Mike du Toit, conducătorul unui grup care a pus la cale un plan prin care să-l asasineze pe Nelson Mandela și să expulzeze persoanele de culoare din Africa de Sud, a fost acuzat de trădare și condamnat la 35 de ani de închisoare. Alți douăzeci de membri ai Boeremag au fost condamnați la închisoare, pedepsele acestora fiind cuprinse între cinci și 35 de ani.